# Neromia rectilinearia
Neromia rectilinearia là một loài bướm đêm trong họ Geometridae.